# Єронім Флоріан Радзивілл
Єронім Флоріан Радзивілл (4 травня 1715 — 17 травня 1760) — державний діяч, урядник Речі Посполитої. Відомий своєю надзвичайною жорстокістю. Мав прізвиська «Синя Борода», «Жорстокий», «Литовський Дракула».

## Життєпис
Походив з литовсько-білоруського спольщеного магнатського роду Радзивіллів. Другий син Кароля Станіслава Радзивілла, великого гетьмана литовського, та Ганни Катерини Сангушко. Народився у 1715 році в Білі Підляській. У 1719 році помер його батько. Здобув домашню освіту. Виховувався матір'ю, яка мала на сина великий вплив. У 1730—1735 роках подорожував за кордоном. У 1731 році отримав орден Святого Губерта.
1735 року уклав договір із Карлом III Філіпом, курфюрстом Пфальца, зумівши повернути Радзивіллам Нойбурзькі маєтності (Слуцьке князівство, Себеж, Невель, Копиль, Романув, Белица, Кейдани, Біржі, Заблудів і Койданово), що належали Луїзі Кароліні Радзивілл. У 1744 році остаточно зреалізовано домовленості.
Створив 6-тисячне військо, організоване за прусським зразком: складалося з рот грандмушкетерів, мушкетерів, гренадерів, гусар, найманих козаків. Його залоги були розташовані в Слуцьку (головні сили), Білі-Підляській, Біржах, Кейданах, Невелі, Себежі, Кричеві, Копилові, Негневичах, Рубяжевичах і Беліці. Загони набиралися з місцевої шляхти і досвідчених вояків, офіцерів часто запрошували з-за кордону. До складу слуцької залоги крім штабу (3 офіцера і 8 музикантів) входили артилерія, 46 грандмушкетерів, 4 піхотні роти, яничарська рота і вибранецька рота. Залога в Білій Підляській включала штаб, що складався з 3 офіцерів, а також артилерію, гренадерську роту, 3 мушкетерських роти і 27 рядових-рейтарів. До складу кавалерії входили також гусарська рота і 6 хоругов. Князь склав декілька військових статутів, що регламентували діяльність міліції і передбачали жорсткі покарання для порушників.
Опинився при дворі короля Августа III. Незабаром стає перемиським і кричівським старостою. З часом відійшов від політичних справ, не відвідував засідання сеймів. Проводив більше часу при королівському дворі та у своїх маєтностях.
У 1739 році призначений підчашим великим литовським. Був відомий лютістю і жорстокістю щодо кріпаків і навіть шляхти. У Білій Підляській і Слуцьку побудували в'язниці, в яких могла опинитися будь-яка людина, що викликала гнів і невдоволення Радзивілла. Цим викликав у своїх володіннях загальну ненависть. У 1743—1744 роках придушив Кричівське селянське повстання.
1748 року захопив свого стриєчного брата Мартина Миколая Радзивілла, якого ув'язнив у Білій Підляській. 1745 року Потоцькі запропонували Єронімові Флоріанові Радзівіллу виставити свою кандидатуру на королівський трон, але той відмовився. Натомість любив полювати, грати і веселитися. Заснував у Слуцьку мануфактуру, на якій вироблялися «слуцькі пояси», що користувалися великою популярністю в Речі Посполитій. У 1750 році отримує посаду хорунжого великого литовського.
Також заснував театральну школу в Слуцьку, що стала першою в Речі Посполитій. У 1751 році створив приватні театри в Слуцьку та Білій Підляській, де діяли професійні оперна, драматична і балетна трупи, театр тіней (шатен-шпіль). Зібрав картинну галерею, велику бібліотеку.
1756 року звів замок «Венеція» на острові Жид-озеро, яке перейменував на Князьмор. Планував на озері створити військовий флот.
Помер у 1760 році від апоплексичного удару під час меси в костелі. Усі маєтності успадкував старший брат Михайло Казимир Радзивілл на прізвисько Рибонька.
Залишив цікаві мемуари про своє життя та життя шляхти Речі Посполитої.

## Опис
Про зовнішність князя у молодому віці не збереглися відомості. Відомо, який вигляд мав з 1740-х років — був високим, лисим, одутлим. Утім, відомі картини дещо суперечать цьому. У нього були гострі риси обличчя, а в очах дикий вираз. Був похмурим і сильно загикувався.

## Мисливство
Був завзятим мисливцем. Полювання у нього були схоже на театральні видовища і доповнювалися ними. У полюваннях брали участь тисячі людей: кінні улани, стрільці. У 1752 році Єронім Флоріан Радзивілл хвалився своєму братові Михайлу Казимирові, що за два місяці вбив 26 ведмедів, 17 диких свиней, 15 лосів і 106 вовків. Також він наказував відловлювати в своїх угіддях звірів і вивозити їх на королівські полювання. У 1759 році з-під Слуцька та Білій Підлясьній доставили в клітках під Варшаву більш 10 величезних ведмедів, кілька десятків диких кабанів, безліч великих вовків і незліченну кількість лисиць і сарн. Навіть коли в 1787 році в Несвіжі ховали Єроніма Флоріана, церемонія прощання з князем починалася наче виїзд на полювання, з тією лише різницею, що музика була сумна.

## Родинне життя
У 1739 році одружився з Тересою, дочкою підчашого надвірного литовського Юзефа Францішека Сапіги. У 1745 році розлучився з першою дружиною і вдруге одружився з Магдаленою Чапською, з якою розлучився в 1751 році. У 1755 році в третій раз одружився з Анелею Мйончинською. Усі три його дружини сиділи під замком і втекли назад до батьків при першій же можливості (Тереза Сапіга за допомогою батька в Мінську; Магдалена у 1748 році втекла до матері; третя дружина за допомогою брата в 1759 році). Іноді його називають «Синя Борода».

## У творчості
- є героєм п'єси Володимира Короткевича «Маці Урагану»